# Astragalus germaini
Astragalus germaini är en ärtväxtart som beskrevs av Rodolfo Amando Philippi. Astragalus germaini ingår i släktet vedlar, och familjen ärtväxter. Inga underarter finns listade i Catalogue of Life.